# 134028 Mikefitzgibbon
134028 Mikefitzgibbon è un asteroide della fascia principale. Scoperto nel 2004, presenta un'orbita caratterizzata da un semiasse maggiore pari a 2,3509223 UA e da un'eccentricità di 0,0452657, inclinata di 6,76163° rispetto all'eclittica.